# سوف‌ماهی معتدله
سوف‌ماهی معتدله (نام علمی: Percichthyidae) نام یک تیره از زیرراسته سوف‌ماهی‌شکلیان است.